# Charles Carnegie, XI conte di Southesk
Charles Alexander Bannerman Carnegie, XI conte di Southesk (Edimburgo, 23 settembre 1893 – Brechin, 16 febbraio 1992), è stato un nobile scozzese.

## Biografia
Era il figlio di Charles Carnegie, X conte di Southesk, e di sua moglie, Ethel Mary Elizabeth Bannerman. Frequentò l'Eton College e il Royal Military College Sandhurst.
Si unì alla British Army e ha ricevuto una Commissione della Scots Guard. Nel 1917, prestò servizio come aiutante di campo del viceré d'India. 

## Matrimoni

### Primo Matrimonio
Sposò, il 12 novembre 1923 nella Royal Military Chapel, la principessa Maud Duff, figlia più giovane di Alexander Duff, I duca di Fife e di Luisa, principessa reale. A Maud fu concesso il titolo di una principessa britannica con il trattamento di altezza nel 1905 da suo nonno, re Edoardo VII. Dopo il matrimonio, la principessa Maud ha cessato di utilizzare il titolo di principessa e lo stile di altezza ed era conosciuta come Lady Carnegie. La coppia ebbe un figlio:
- James George Alexander Bannerman Carnegie, III duca di Fife, XII conte di Southesk (23 settembre 1929).

Nel 1941 successe al padre. Anche se non avevano obblighi reali, Lord e Lady Southesk erano considerati membri della famiglia reale. Entrambi presero parte all'incoronazione del cugino di Maud, re Giorgio VI e altre occasioni di stato.

### Secondo Matrimonio
Maud morì nel 1945 a causa di una bronchite. Lord Southesk sposò, il 16 maggio 1952 a Scone Palace, Evelyn Julia Williams-Freeman (27 luglio 1909-30 agosto 1992). Evelyn era stata sposata con Edward FitzGerald Campbell da cui ebbe figlio, Ion Edward Fitzgerald Campbell.

## Morte
Lord Southesk morì il 16 febbraio 1992, all'età di 98 anni, a Brechin.

## Ascendenza
|                                        |                                   |                                       | Genitori                            |  |  | Nonni |  |  | Bisnonni                    |  |  | Trisnonni                    |  |
|                                        |                                   |                                       |                                     |  |  |       |  |  | James Carnegie, V baronetto |  |  | David Carnegie, IV baronetto |  |
|                                        |                                   |                                       |                                     |  |  |       |  |  | James Carnegie, V baronetto |  |  | David Carnegie, IV baronetto |  |
|                                        |                                   | Agnes Murray Elliot                   |                                     |  |  |       |  |  | James Carnegie, V baronetto |  |  |                              |  |
| James Carnegie, IX conte di Southesk   |                                   |                                       |                                     |  |  |       |  |  | James Carnegie, V baronetto |  |  |                              |  |
|                                        |                                   | Charlotte Lysons                      | Daniel Lysons                       |  |  |       |  |  |                             |  |  |                              |  |
|                                        |                                   | Charlotte Lysons                      | Daniel Lysons                       |  |  |       |  |  |                             |  |  |                              |  |
|                                        |                                   | Charlotte Lysons                      | Sarah Hardy                         |  |  |       |  |  |                             |  |  |                              |  |
| Charles Carnegie, X conte di Southesk  |                                   | Charlotte Lysons                      |                                     |  |  |       |  |  |                             |  |  |                              |  |
|                                        |                                   | Charles Noel, I conte di Gainsborough | Gerard Noel, II baronetto           |  |  |       |  |  |                             |  |  |                              |  |
|                                        |                                   | Charles Noel, I conte di Gainsborough | Gerard Noel, II baronetto           |  |  |       |  |  |                             |  |  |                              |  |
|                                        |                                   | Charles Noel, I conte di Gainsborough | Diana Middleton                     |  |  |       |  |  |                             |  |  |                              |  |
| Catherine Hamilton Noel                |                                   | Charles Noel, I conte di Gainsborough |                                     |  |  |       |  |  |                             |  |  |                              |  |
|                                        |                                   | Arabella Hamlyn-Williams              | James Hamlyn-Williams, II baronetto |  |  |       |  |  |                             |  |  |                              |  |
|                                        |                                   | Arabella Hamlyn-Williams              | James Hamlyn-Williams, II baronetto |  |  |       |  |  |                             |  |  |                              |  |
|                                        |                                   | Arabella Hamlyn-Williams              | Diana Anne Whitaker                 |  |  |       |  |  |                             |  |  |                              |  |
| Charles Carnegie, XI conte di Southesk |                                   | Arabella Hamlyn-Williams              |                                     |  |  |       |  |  |                             |  |  |                              |  |
|                                        | Charles Bannerman, VIII baronetto | Alexander Bannerman, VI baronetto     |                                     |  |  |       |  |  |                             |  |  |                              |  |
|                                        | Charles Bannerman, VIII baronetto | Alexander Bannerman, VI baronetto     |                                     |  |  |       |  |  |                             |  |  |                              |  |
|                                        | Charles Bannerman, VIII baronetto | Mary Gordon                           |                                     |  |  |       |  |  |                             |  |  |                              |  |
| Alexander Bannerman, IX baronetto      | Charles Bannerman, VIII baronetto |                                       |                                     |  |  |       |  |  |                             |  |  |                              |  |
|                                        |                                   | Anne Bannerman                        | Charles Bannerman                   |  |  |       |  |  |                             |  |  |                              |  |
|                                        |                                   | Anne Bannerman                        | Charles Bannerman                   |  |  |       |  |  |                             |  |  |                              |  |
|                                        |                                   | Anne Bannerman                        | Margaret Wilson                     |  |  |       |  |  |                             |  |  |                              |  |
| Ethel Bannerman                        |                                   | Anne Bannerman                        |                                     |  |  |       |  |  |                             |  |  |                              |  |
|                                        |                                   | George West, V conte De La Warr       | John West, IV conte De La Warr      |  |  |       |  |  |                             |  |  |                              |  |
|                                        |                                   | George West, V conte De La Warr       | John West, IV conte De La Warr      |  |  |       |  |  |                             |  |  |                              |  |
|                                        |                                   | George West, V conte De La Warr       | Catherine Lyell                     |  |  |       |  |  |                             |  |  |                              |  |
| Arabella Sackville-West                |                                   | George West, V conte De La Warr       |                                     |  |  |       |  |  |                             |  |  |                              |  |
|                                        |                                   | Elizabeth Sackville                   | John Sackville, III duca di Dorset  |  |  |       |  |  |                             |  |  |                              |  |
|                                        |                                   | Elizabeth Sackville                   | John Sackville, III duca di Dorset  |  |  |       |  |  |                             |  |  |                              |  |
|                                        |                                   | Elizabeth Sackville                   | Arabella Diana Cope                 |  |  |       |  |  |                             |  |  |                              |  |
|                                        |                                   | Elizabeth Sackville                   |                                     |  |  |       |  |  |                             |  |  |                              |  |